# Jang Tching-che
Jang Tching-che (čínsky pchin-jinem Yáng Tínghé, znaky zjednodušené 杨廷和, tradiční 楊廷和, 1459–1529) byl politik čínské říše Ming, za vlády císařů Čeng-teho a Ťia-ťinga zaujímal funkci prvního velkého sekretáře a fakticky stál v čele vlády.

## Jména
Jang Tching-che používal zdvořilostní jméno Ťie-fu (čínsky pchin-jinem jièfú, znaky 介夫) a pseudonym Š’-čaj (čínsky pchin-jinem Shízhāi, znaky zjednodušené 石斋, tradiční 石齋). Za své zásluhy obdržel posmrtné jméno Wen-čung (čínsky pchin-jinem Wénzhōng, znaky 文忠).

## Život
Jang Tching-che pocházel z okresu Sin-tu v prefektuře Čcheng-tu provincie S’-čchuan, narodil se roku 1459. Při studiu konfucianismu ukázal výjimečné nadání a úřednickými zkouškami proto prošel neobvykle rychle, palácové zkoušky složil a hodnost ťin-š’ získal už roku 1478, v neobvykle nízkém věku pouhých 19 let (průměrný věk při složení palácových zkoušek byl kolem 35; jeho otec složil zkoušky až roku 1481).
Po zkouškách sloužil v akademii Chan-lin. Roku 1507 byl jmenován velkým sekretářem, o pět let později stanul v čele velkého sekretariátu. V období 1515–1517 odstoupil z funkcí kvůli smutku za zemřelého otce.
V posledních letech vlády Čeng-tea stál v čele vlády, po jeho smrti s podporou císařovny vdovy Čang prosadil za nového císaře mladého Ču Chou-cchunga (znám jako Ťia-ťing), Čeng-teho nejbližšího bratrance. S novým císařem Ťia-ťingem se však dostal do konfliktu, tzv. velkého sporu o obřady, když žádal císaře, aby se nechal formálně adoptovat roku 1505 zemřelým císařem Chung-č’em (a stal se tak „mladším bratrem“ svého předchůdce). Císař se nechtěl vzdát vztahu ke svým biologickým rodičům a po třech letech debat se mu roku 1524 podařilo dotlačit Jang Tching-chea k rezignaci.
Na spor o obřady doplatil i jeho syn Jang Šen (1488–1559), vynikající učenec, první v palácových zkouškách roku 1511. Jang Šen také sloužil v akademii Chan-lin, ale roku 1524 byl jako vedoucí postava strany oponující císaři zbaven statutu úředníka a degradován na vojáka. Zbytek života strávil ve vyhnanství v provincii Jün-nan.
Jang Tching-che byl roku 1528 vyřazen z úřednického stavu, příštího roku zemřel. Roku 1567 se dočkal rehabilitace a posmrtného jména Wen-čung (文忠).